# Жайворонок вохристий
Жайворонок вохристий (Ammomanes cinctura) — вид горобцеподібних птахів родини жайворонкових (Alaudidae). Мешкає в Північній Африці і Західній Азії.

## Опис
Довжина птаха становить 13-16 см, вага 21-23 г. Довжина дзьоба становить 1,16-1,48 см. Виду не притаманний статевий диморфізм. Верхня частина тіла піщано-коричнева, лоб і тім'я сіруваті, поцятковані темними плямками. Підборіддя і горло білі, груди рудуваті з малопомітною темною смгою. Живіт білуватий або світло-охристий. Хвіст коричнюватий або рудувато-коричневий. На кінці хвоста помітна чорна смуга. Махові перма поцятковані вузькими охристими смужками.

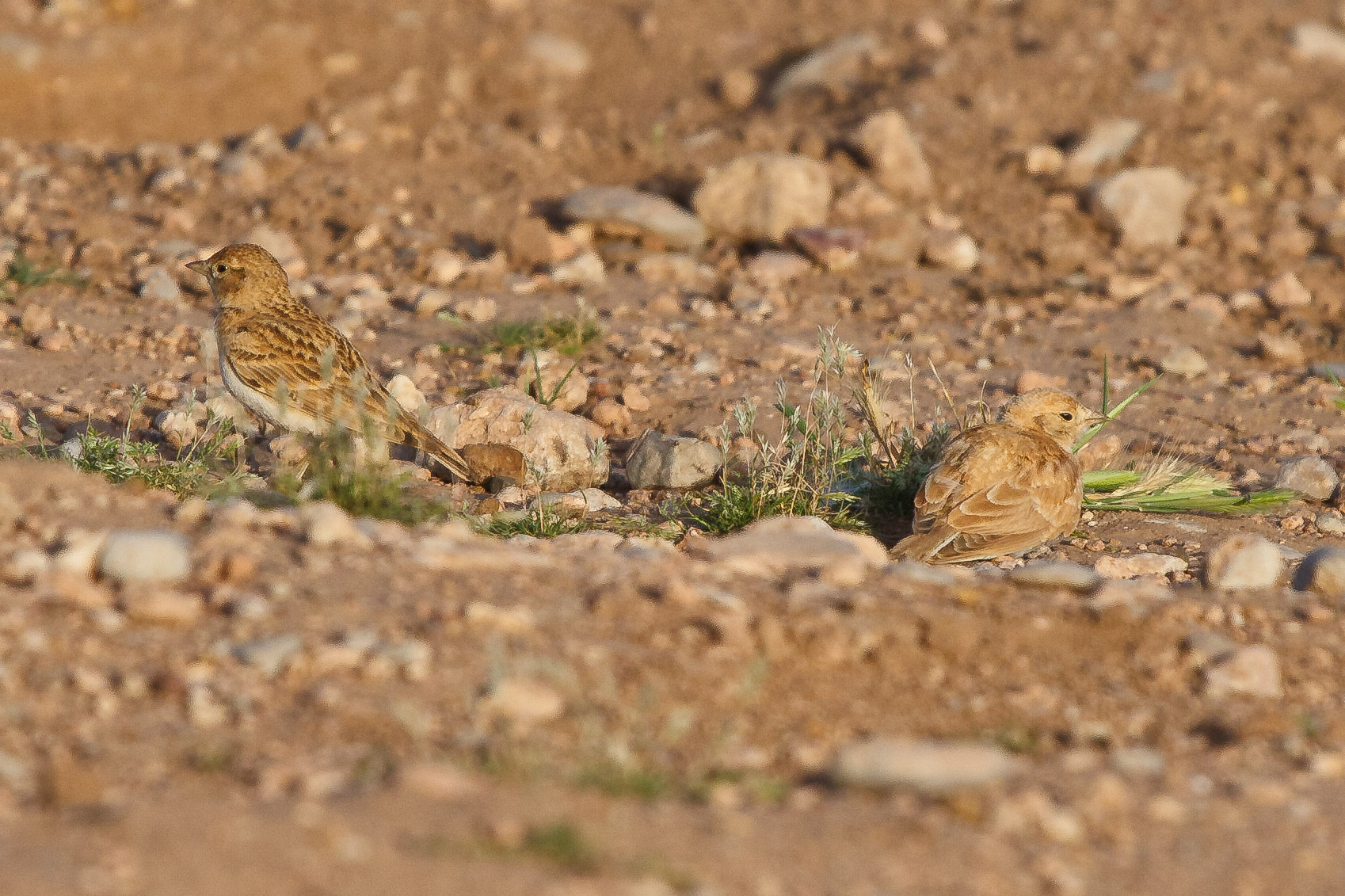
Вохристі жайворонки

## Підвиди
Виділяють три підвиди:
- A. c. cinctura (Gould, 1839) — Кабо-Верде;
- A. c. arenicolor (Sundevall, 1850) — пустелі Північної Африки, Синайського півострову і Аравійського півострову;
- A. c. zarudnyi Hartert, E, 1902 — схід Ірану, південь Афганістану і Пакистану.

## Поширення і екологія
Вохристі жайворонки поширені від Мавританії і Кабо-Верде до Афганістану і Пакистану. Вони живуть в пустелях і напівпустелях, по яких пересуваються короткими перебіжками, подібно до куликів. Зустрічаються переважно зграйками, за винятком сезону розмноження. Живляться насінням і комахами. Сезон розмноження триває з січня по квітень в Північній Африці, з вересня по червень на Кабо-Верде та з початку березня по середину квітня на Середньому Сході. Гніздяться на землі, в кладці від 2 до 4 яєць. Інкубаційний період становить 14 днів.